# Frank Wenz

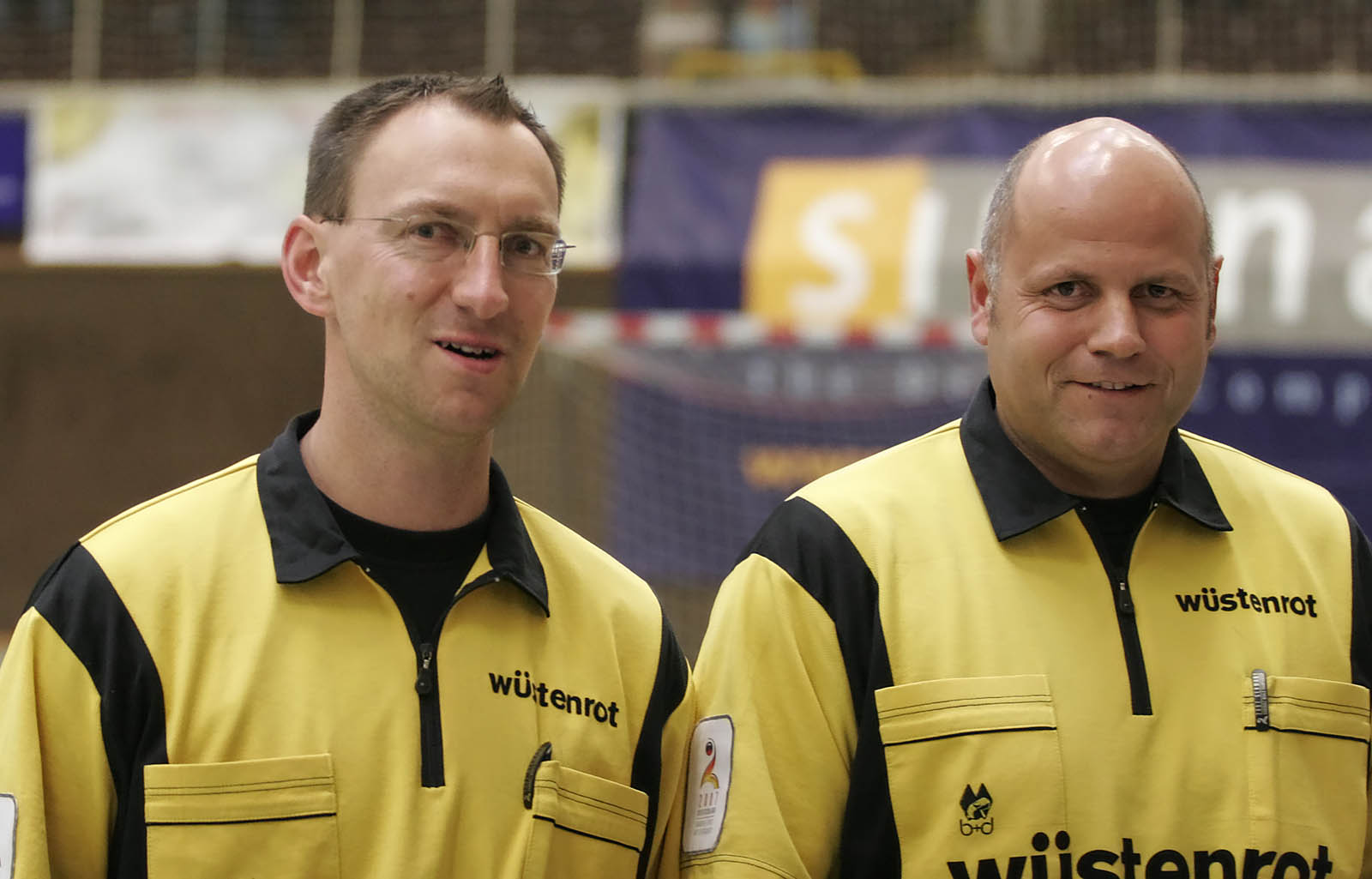
Frank Wenz (links im Bild), zusammen mit Ralf Damian am 30. Mai 2007 in Bensheim

Frank Wenz (* 13. August 1968) ist ein ehemaliger deutscher Handballschiedsrichter. Zusammen mit seinem Partner Ralf Damian bildete er das A-Kader-Schiedsrichter-Gespann „Damian/Wenz“.
Frank Wenz war seit 1991 Schiedsrichter und pfiff auch seit dieser Zeit zusammen mit Ralf Damian. Seit 1996 waren sie im DHB-Kader. Sie gehörten seit 1999 zu den 16 Schiedsrichtergespannen des A-Kaders. Beide hatten über 400 DHB und 17 internationale Einsätze.
Er gehört dem Landesverband Rheinhessen an.
Frank Wenz ist von Beruf Bankfachwirt. Er wohnt in Mainz und ist verheiratet.